# Miranda del Castañar (kommunhuvudort)
Miranda del Castañar är en kommunhuvudort i Spanien.   Den ligger i provinsen Provincia de Salamanca och regionen Kastilien och Leon, i den centrala delen av landet, 190 km väster om huvudstaden Madrid. Miranda del Castañar ligger 649 meter över havet och antalet invånare är 558.
Terrängen runt Miranda del Castañar är kuperad. Runt Miranda del Castañar är det mycket glesbefolkat, med 7 invånare per kvadratkilometer. Närmaste större samhälle är La Alberca, 9,7 km väster om Miranda del Castañar. 